# (42981) Jenniskens
(42981) Jenniskens (1999 TY224) – planetoida z pasa głównego asteroid okrążająca Słońce w ciągu 4,04 lat w średniej odległości 2,54 au. Odkryta 2 października 1999 roku.